# Zee van Ochotsk
De Zee van Ochotsk (Russisch: Охотское море) is een randzee van de Grote Oceaan, ten oosten omsloten door het schiereiland Kamtsjatka en in het zuiden door de Koerilen. Ten westen van de zee ligt het Russische eiland Sachalin dat de zee scheidt van de Japanse Zee. De beide zeeën zijn met elkaar verbonden met de zeestraten Tatarensont en Straat La Pérouse respectievelijk ten noorden en zuiden van Sachalin.

## Beschrijving
De zee heeft een oppervlakte van 1.528.100 km² en is over het algemeen niet dieper dan 1500 m. De gemiddelde diepte is 971 m. Op haar diepste punt, dicht bij de Koerilen, is de zee echter 3363 m diep. Tussen de eilanden van de Koerilen liggen 17 zeestraten die de zee verbindt met de Grote Oceaan.
In de zee is er een groot verschil tussen eb en vloed. In de Penzjinabaai, in het uiterste noordoosten van de zee, loopt dit verschil zelfs op tot 13 meter. Door het grote verschil worden grote hoeveelheden water geperst tussen de eilanden van de Koerilen met hoge stroomsnelheden tot gevolg.
De zee steekt diep in het vasteland en ligt vlak bij de koudste gebieden van Siberië. Het wateroppervlak is bedekt met ijs van november tot juni en er komt vaak zware mist voor. Door de stromingen en de wind kan het ijs dikke pakketten vormen waar zelfs ijsbrekers niet doorkomen. In de herfst kunnen cyclonen doordringen in het gebied.
Magadan en Korsakov, in het Russische Verre Oosten, zijn de grootste havens.

## Naam
De zee werd vernoemd naar het plaatsje Ochotsk, de eerste Russische plaats in het Verre Oosten. De Russische zeevaarders die de zee onderzochten vanaf de 17e eeuw hadden oorspronkelijk geen vaste naam voor de zee, die soms Damskojezee (Damskoje more) en soms Kamtsjatkazee (Kamtsjatskoje more) werd genoemd. Pas later kwam de naam Zee van Ochotsk (of Ochotskzee) in gebruik. De Japanners hadden in de geschiedenis hun eigen naam voor de zee; Hokkai (北海) wat "noordzee" betekent. Omdat deze naam nu wordt gebruikt voor de Noordzee in Europa, is hij vervangen door Ohōtsuku-kai (オホーツク海), wat een transliteratie is van de Russische benaming voor de zee.

## Oliewinning
Nabij het eiland Sachalin vindt grootschalige olie- en gaswinning plaats. De hier levende populatie van zo'n 130 grijze walvissen wordt ernstig bedreigd door de bouw van een nieuw olieplatform in haar voedselwinningsgebied.